# ده نوروز (قلعة أصغر)
ده نوروز (بالفارسية: ده نوروز) هي قرية تقع في إيران في ناحية لاله زار.